# Szakadát
Szakadát is een plaats (község) en gemeente in het Hongaarse comitaat Tolna. Szakadát telt 316 inwoners (2001).